# Baalzebub
Baalzebub là một chi nhện trong họ Theridiosomatidae.

## Các loài
Phân loại Error: unrecognised source. :
- Baalzebub acutum Prete, Cizauskas & Brescovit, 2016
- Baalzebub albonotatus (Petrunkevitch, 1930)
- Baalzebub baubo Coddington, 1986
- Baalzebub brauni (Wunderlich, 1976)
- Baalzebub nemesis Miller, Griswold & Yin, 2009
- Baalzebub rastrarius Zhao & Li, 2012
- Baalzebub youyiensis Zhao & Li, 2012

Phân loại The World Spider Catalog (version 17.0, 2016) :
- †Baalzebub mesozoicum Penney, 2014